# Georg I. Rákóczi

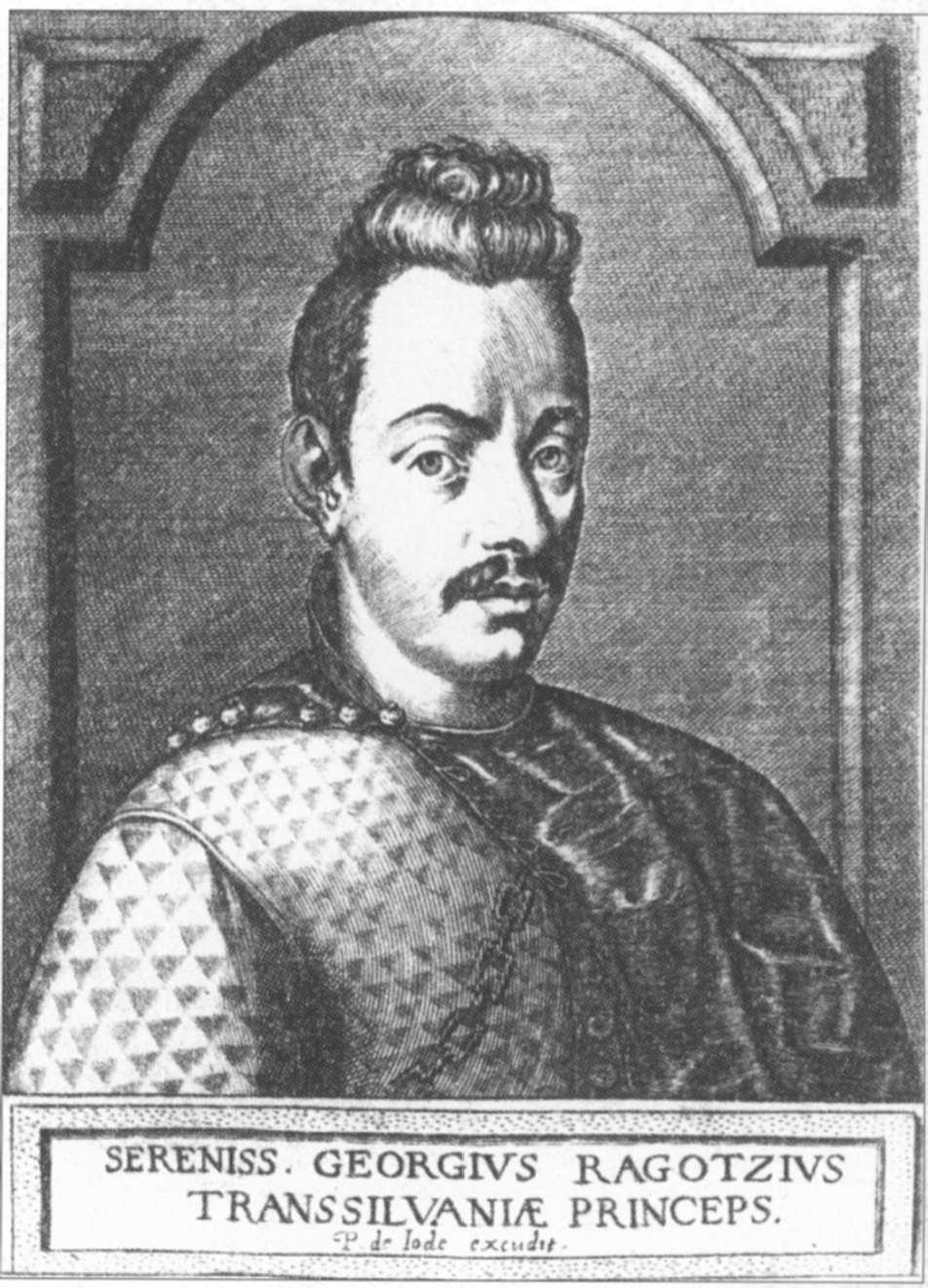
Fürst Georg I. Rákóczi von Siebenbürgen

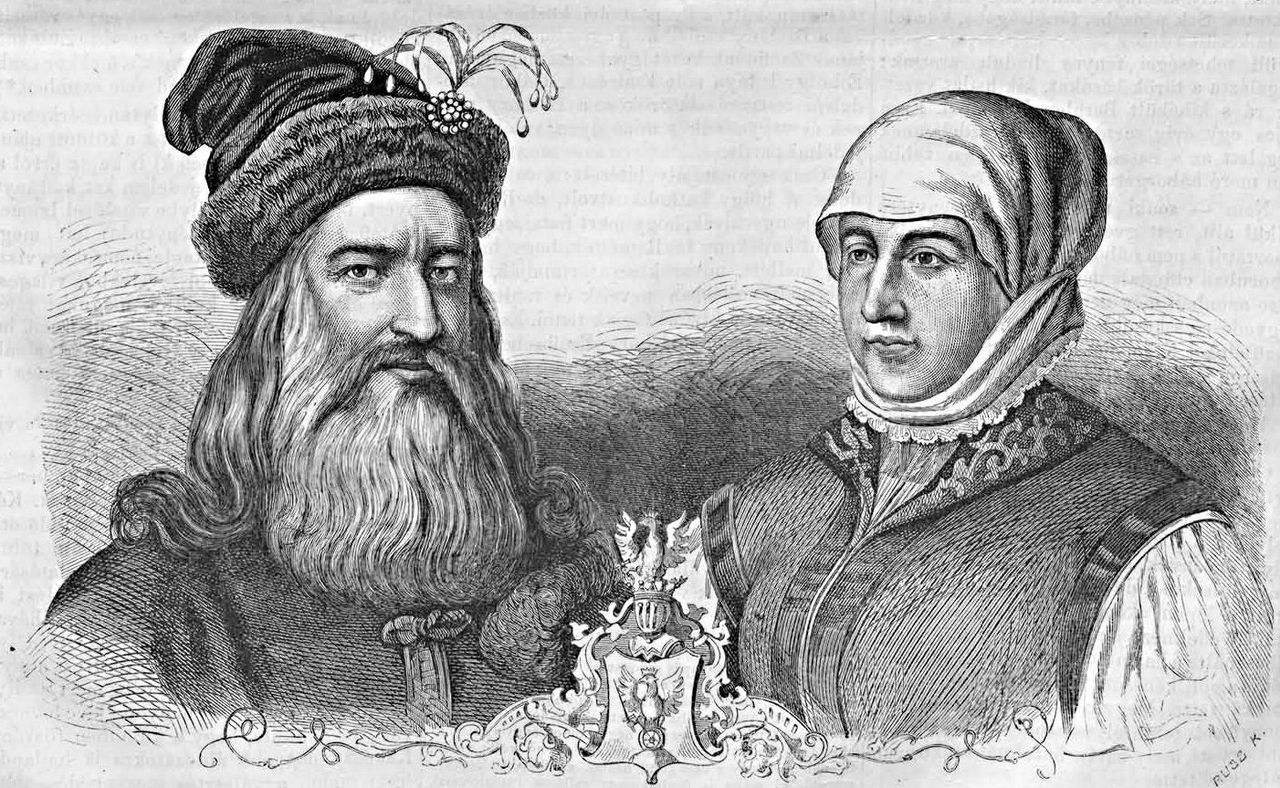
Fürst Georg I. Rákóczi mit seiner Ehefrau Susanna Lorántffy

Georg I. Rákóczi, ungarisch I. Rákóczi György (* 8. Juni 1593 in Szerencs; † 11. Oktober 1648 in Weißenburg) war ab 1630 Fürst von Siebenbürgen aus dem ungarisch-calvinistischen Adelsgeschlecht der Rákóczi.

## Leben
Georg I. wurde als Sohn von Sigismund I. und dessen zweiter Ehefrau Anna geb. Gerendi (ung. Gerendi Anna) geboren. Wie sein Vorgänger, Fürst Gabriel Bethlen, war auch Georg I. überzeugter calvinistischer Protestant und Förderer dieses Glaubens. Bereits 1605 kam er als Zwölfjähriger an den Hof von Stephan Bocskay nach Kaschau. Die erste Ehe soll er mit Katharina Bethlen (?) geschlossen haben. Am 16. April 1616 heiratete er in Sárospatak seine zweite Ehefrau Susanna Lorántffy (ung. Lorántffy Zsuzsanna; * um 1600–1660). Mit ihr, die ihre Zeitgenossen als „calvinistische Nonne“ bezeichneten, führte er eine überaus glückliche und vorbildliche Ehe. Sein Lebenscredo lautete: „Ich war in meinem Leben nie betrunken, habe nie eine andere Frau begehrt, als meine Ehefrau und wünschte nie ein anderes Buch zu lesen, als die Bibel!“
Gemeinsam begründeten sie das evangelisch-reformierte Kollegium von Sárospatak, an das sie namhafte Lehrer wie Johann Amos Comenius beriefen. Auch die Kollegien von Weißenburg, Großwardein und Debreczin erlebten unter Georg I. eine als das „Goldene Zeitalter“ Siebenbürgens bezeichnete Blütezeit.
Am 1. Dezember 1630 wählten die siebenbürgischen Stände Georg I. zum Fürsten von Siebenbürgen. Er benutzte die damalige politische Bedrängnis des in Österreich herrschenden Hauses Habsburg, um oft wiederholte, jedoch planlose Einfälle ins Ungarn zu unternehmen. Mit der Complanatio Deesiana 1638 leitete er die Verfolgung der siebenbürgischen Sabbatarier und eine Schwächung der Unitarier ein. 1640 schloss er ein Bündnis mit Sigismund III. Wasa, König von Polen, im Kampfe gegen die Türken. 1643 unterzeichnete er mit Christina, Königin von Schweden, sowie Ludwig XIII. von Frankreich einen Beistandspakt. 1644 startete Georg I. (mit den protestantischen Schweden als Verbündeten) einen bewaffneten Feldzug gegen das Haus Habsburg. Als überzeugtem calvinistischem Protestanten ging es ihm vor allem um die Bewahrung der Religionsfreiheit. Mit einem Heer von 30.000 Mann fiel er in Oberungarn ein; 1645 besetzte er Tyrnau, und an der March vereinte er sich mit dem schwedischen Heer. Georg I. stand bereits in der Nähe von Preßburg, als er sich von der Hohen Pforte zu einem Waffenstillstand bewegen ließ. Durch die Besetzung großer Gebiete Ungarns zwang er Kaiser Ferdinand III. am 16. Dezember 1645 zum Abschluss des Linzer Religionsfriedens, der den Ungarn freie Religionsausübung sowie die Rückgabe aller den Protestanten genommenen Kirchen gewährte. Außerdem sind in diesem Frieden auch die Religionsfreiheiten der Protestanten verbrieft, die auch auf die Leibeigenen ausgedehnt wurden. Rákóczi erhielt für seine Person sieben ungarische Komitate auf Lebenszeit und weitere große Besitzungen. Auch erhielt er für sich und seine Nachkommen die Reichsfürstenwürde. Sein Sohn, Georg II. Rákóczi, der bereits 1642 zum Fürst gewählt worden war, wurde sein Nachfolger als Fürst von Siebenbürgen.
Georg I. starb am 11. Oktober 1648 im siebenbürgischen Weißenburg und wurde in der dortigen Kathedrale St. Michael beigesetzt. Sein Wunsch, seinen zweiten Sohn Sigismund auf den Thron Polens zu erheben, ging nicht in Erfüllung.

## Nachkommen
- Samuel (* 1617; † 27. Juni 1618)
- Georg II. (* Sárospatak, 30. Januar 1621; † Großwardein, 7. Juni 1660) ⚭ 1643 mit Sophia Báthory von Somlyó (1629–1680)
- Sigismund (* Sárospatak, 14. Juli 1622; † Fogarasch, 4. Februar 1652) ⚭ 1651 mit Henriette von der Pfalz (1626–1651)
- Franz (* 1624; † 1632)[6]